# Irijo

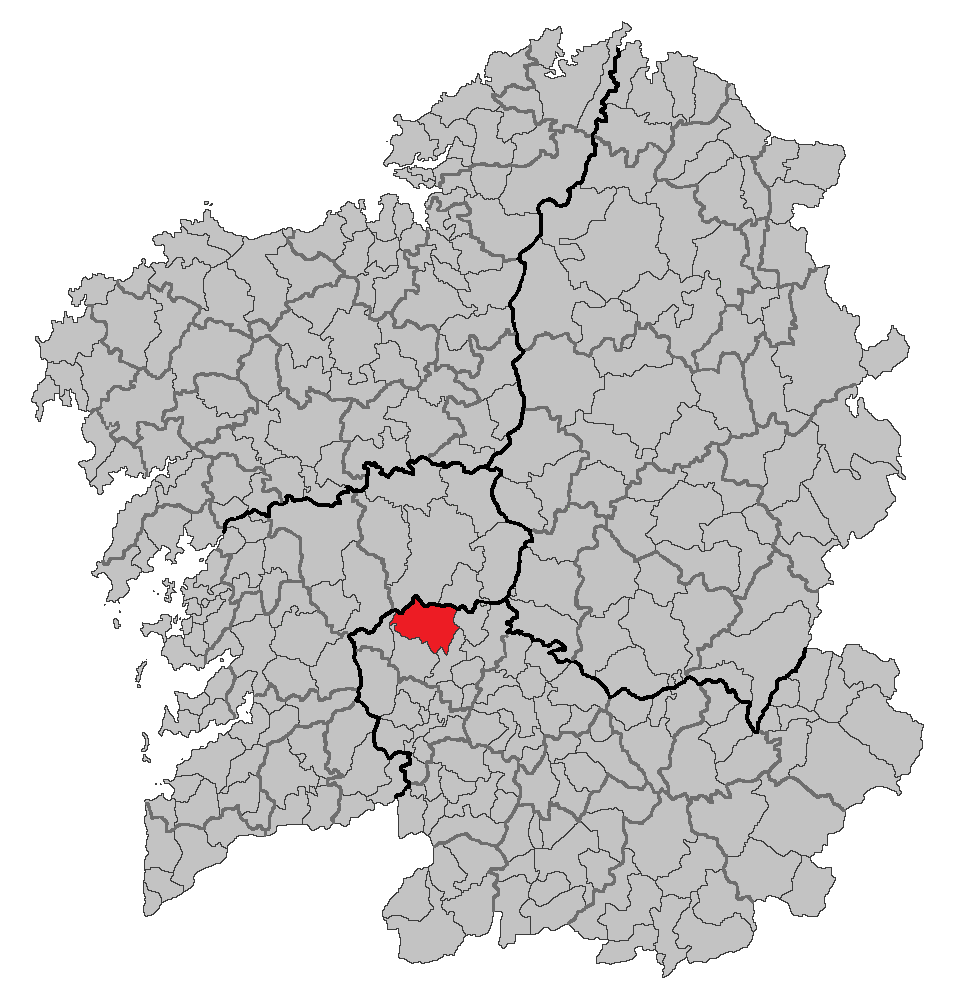
Localização do Irijo na Galiza

Irijo (O Irixo; em espanhol, Irijo) é um município da Espanha na província 
de Ourense, 
comunidade autónoma da Galiza, de área 121,05 km² com 
população de 1903 habitantes (2007) e densidade populacional de 16,76 hab/km².

## Demografia
| Variação demográfica do município entre 1991 e 2004 | Variação demográfica do município entre 1991 e 2004 | Variação demográfica do município entre 1991 e 2004 | Variação demográfica do município entre 1991 e 2004 |
| --------------------------------------------------- | --------------------------------------------------- | --------------------------------------------------- | --------------------------------------------------- |
| 1991                                                | 1996                                                | 2001                                                | 2004                                                |
| 2547                                                | 2284                                                | 2154                                                | 2033                                                |